# Henri Eduard Benno Schmalhausen
Henri Eduard Benno Schmalhausen (Maastricht, 12 mei 1857 – Apeldoorn, 23 februari 1906) was assistent-resident in Nederlands-Indië, Poerbolinggo. Met zijn opvattingen in meerdere publicaties kan gezien worden als een van de vaders van de ‘ethische politiek’, het nieuwe koloniale beleid dat erop gericht was om de Indonesiërs te ontwikkelen tot meer zelfstandigheid.

## Leven & werk
Benno Schmalhausen werd op 7 mei 1857 geboren in Maastricht als vierde kind van Willem Robert Schmalhausen (1817 Vaals - 1862 Maastricht), advocaat, en Sophie Marx (1816 Trier - 1886 Düren), de oudere zus van filosoof Karl Marx. Zijn jeugd bracht hij met zussen Henriette, Bertha en Caroline door in Maastricht op verschillende adressen waaronder Hof van Slijpe aan de Bouillonstraat, de Markt en de Grote Gracht en een deel in Meerssen (1864-1868).
Zijn vader overleed op jonge leeftijd. Later studeerde hij rechten in Leiden, aan de universiteit waar de faculteit ‘Indologie’ de studenten een degelijke opleiding bood om hen klaar te stomen als bestuursambtenaar in Nederlands-Indië. In 1877 kwam hij als 20-jarige aan in Batavia, waar hij binnen het Europees Binnenlands Bestuur gestaag carrière maakte.
In 1885 trouwde hij met Odilia Rosalia Bruijn van Rozenburg. Zij kregen in Nederlands-Indië twee kinderen: Christianus Johannes Anthonius (1886 Djombang, Java – 1941 Utrecht) en Johanna Jacoba (1899 Djombang, Java - 1915 Calgary, Canada).

Schmalhausen begon als adspirant-controleur, werd daarna benoemd tot controleur in Djombang bij Soerabaja. Tussen 1889 en 1892 kreeg hij de opdracht een onderzoek in te stellen naar de herendiensten die de Javanen moesten leveren. In 1893 werd hij benoemd tot secretaris van de Midden-Javaanse residentie Banjoemas. In 1894 kreeg hij de opdracht de arbeidsomstandigheden van Javaanse koelies te onderzoeken in Duits Nieuw-Guinea. Volgens een krantenartikel in “de Locomotief” van 3 juli 1894, was de keuze op hem gevallen omdat: “den heer Schmalhausen er niet de man naar is om zich door hartelijke ontvangst als anderszins te laten lijmen tot het indienen van een geflatteerd rapport.” In oktober 1894 werd hij benoemd tot assistent-resident van Poerbolinggo, de hoogste vertegenwoordiger van het Nederlandse bestuur in dat district. Hij zou er vijf jaar lang het beleid uitvoeren. In 1898 ontving hij het Officierskruis in de orde van Oranje-Nassau.
In 1899 werd hij overgeplaatst naar Magetan bij Madioen. Doordat malaria zijn gezondheid zodanig had aangetast, werd hij met verlof naar Nederland gestuurd. Doordat zijn gezondheid niet verbeterde, kreeg hij in 1904 vanwege ‘physieke ongeschiktheid’ eervol ontslag, en betrok de familie een huis aan de Mariannelaan in Apeldoorn, Villa Bennoda. Op basis van zijn ervaringen begon hij zijn opvattingen op te schrijven over Java en de Javanen. In februari 1906 stierf Benno Schmalhausen op 48-jarige leeftijd nog voor zijn boek voltooid was. Zijn weduwe en vrienden zorgden er in 1909 voor dat zijn nagelaten geschriften onder de titel ‘Java en de Javanen’ uitgegeven werden.
Hij pleitte daarin nadrukkelijk voor de volksontwikkeling, speciaal op het gebied van volksonderwijs en het stimuleren van de Indische nijverheid om werkgelegenheid te scheppen. Hij kan om die reden gezien worden als een van de vaders van de ‘ethische politiek’, het nieuwe koloniale beleid dat erop gericht was om de Javaanse bevolking te ontwikkelen tot meer zelfstandigheid.
Het boek kreeg positieve recensies en werd een must voor de ambtenaren van het Europees Binnenlands Bestuur en voor degenen die zich met de vooruitgang van Indië bezighielden.

Ook nu nog wordt Schmalhausen in Indonesië herinnerd: in zijn vroegere standplaats Poerbolinggo (Purbalingga) is hij een lokale bekendheid. In een artikel in Indonesië wordt gezegd: "Schmalhausen's geschriften plaatsten hem op hetzelfde niveau als Multatuli (Douwes Dekker), Baron van Hoëvell, en Poncke Princen die zich verzetten tegen de praktijk van het imperialisme in de Nederlands-Indische regering. Hoewel zijn rol in de onafhankelijkheidsbeweging nog niet bekend is, worden zijn geschriften in het boek Over Java en de Javanen gebruikt als referentie voor nationale figuren om onafhankelijkheid aan te klagen. Het is niet duidelijk of hij ook een volgeling of drager van een communistische ideologie was of niet. Wat zeker is, is dat zijn geschriften worden gebruikt als verwijzingen naar nationale figuren zoals Soekarno en Marco Kartodikromo (Mas Marco).